# Villagatan

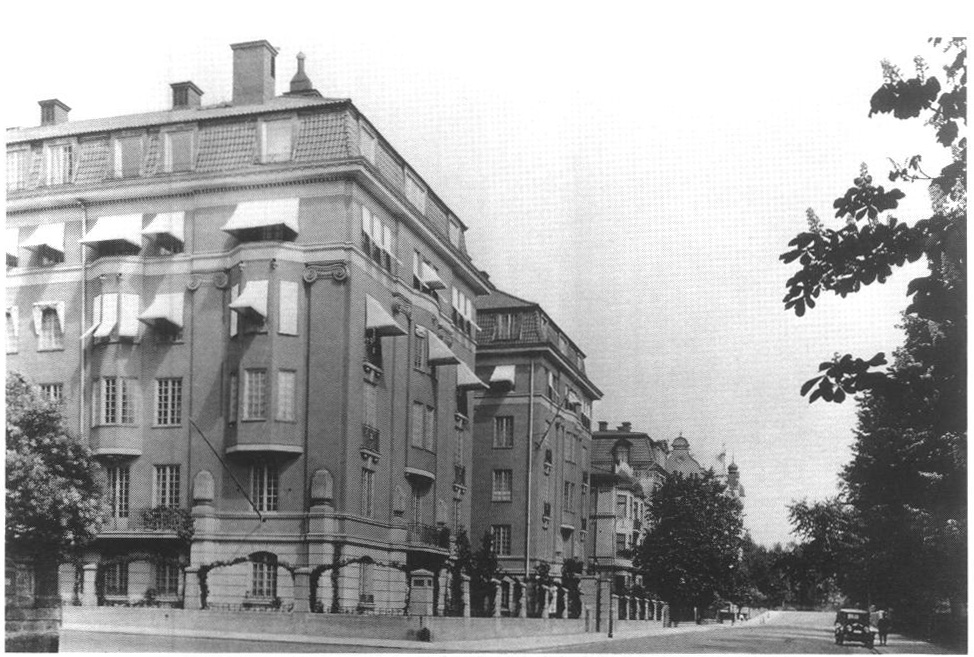
Fastigheten Villagatan 13A & 13B, där Ivar Kreuger hade sin Stockholmslägenhet. Foto från omkring 1928-30.

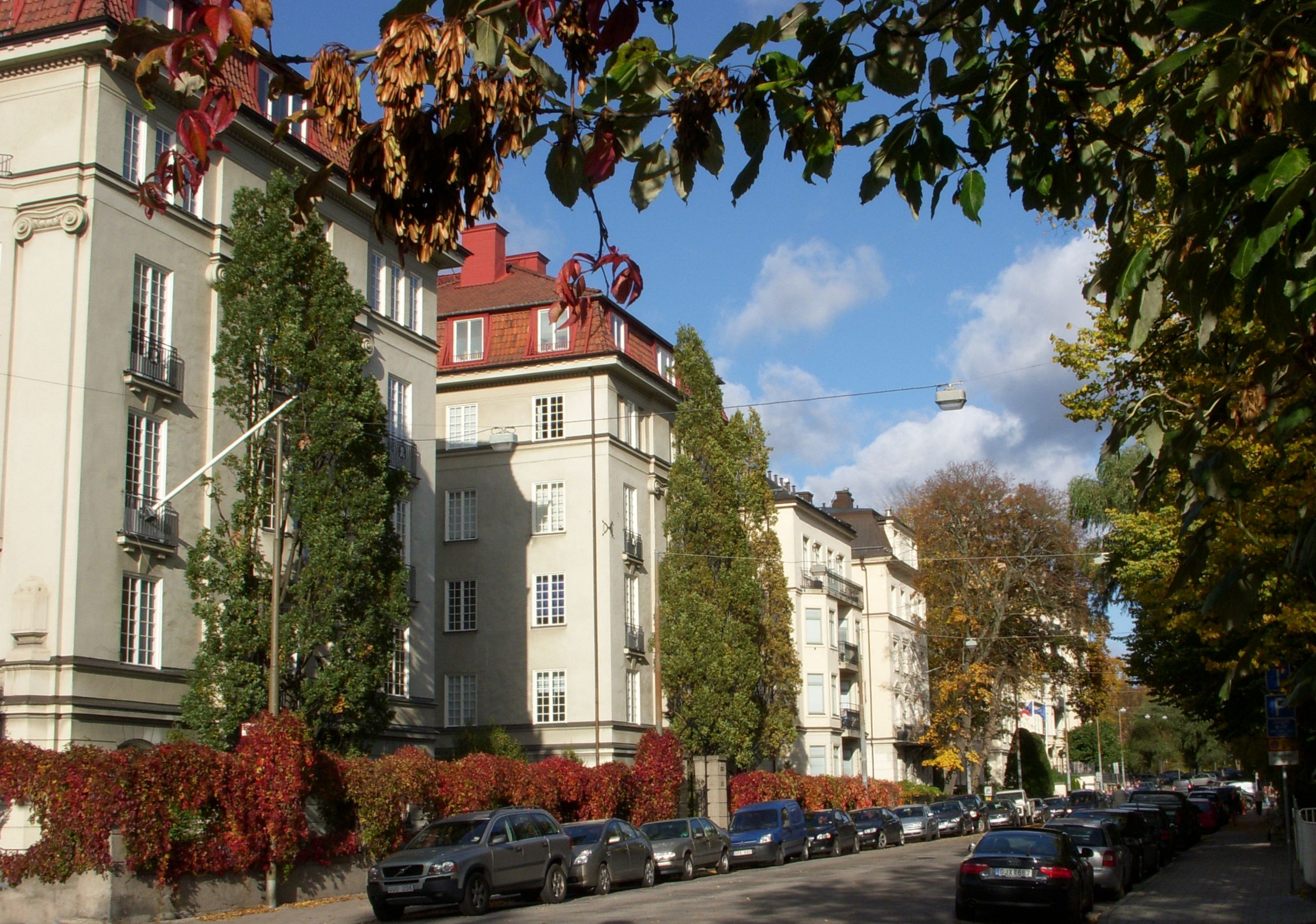
Villagatan mot nordost, hus nr 13 längs t.v. i bild, oktober 2008

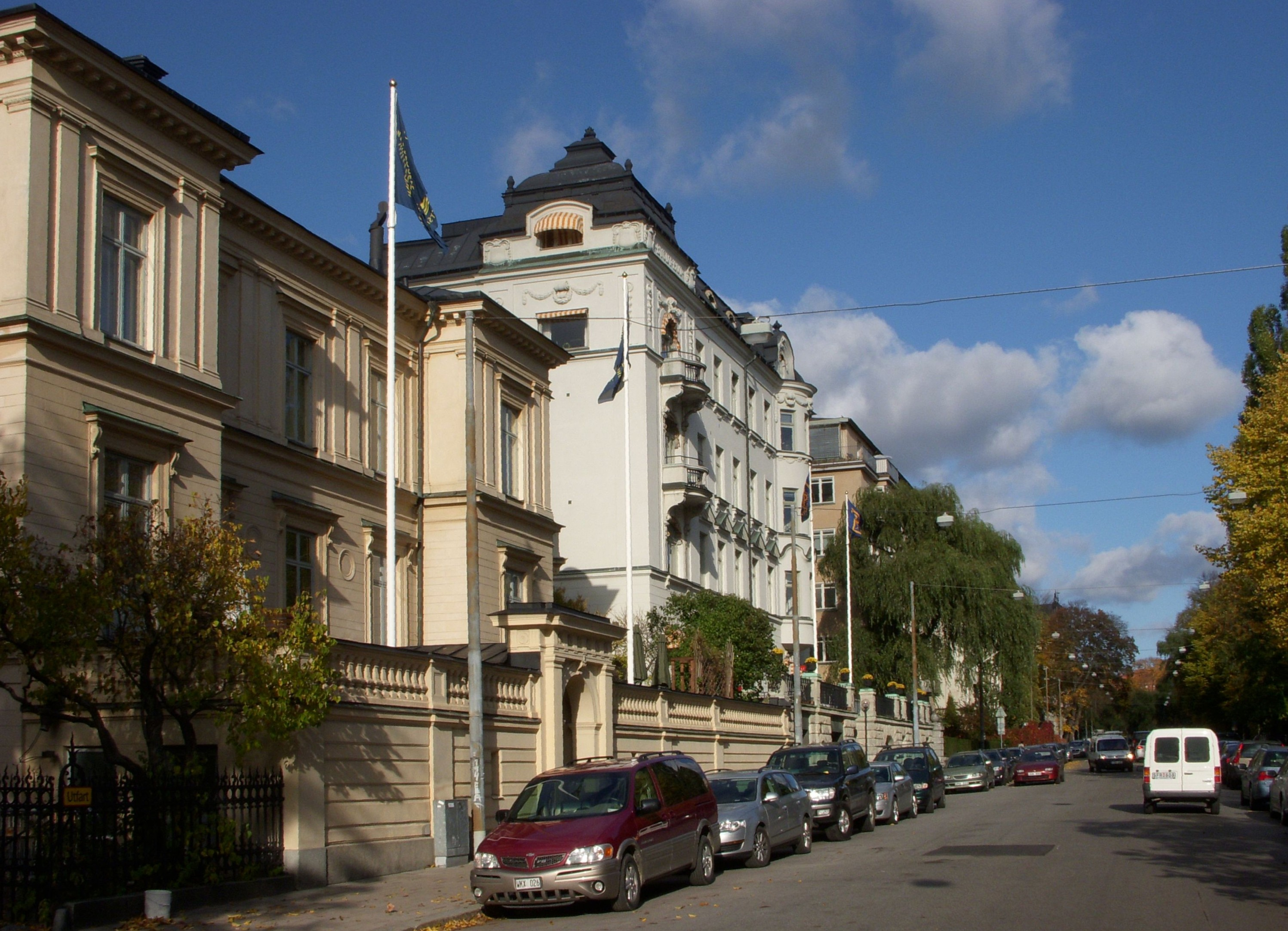
Villagatan mot nordost, oktober 2008

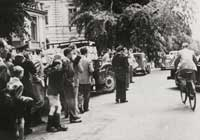
Uppretade svenskar utanför den sovjetiska ambassaden på Villagatan 17 på eftermiddagen den 16 juni 1952, strax efter att Catalinaaffären hade blivit känd.

Villagatan anses vara huvudgatan i Villastaden i stadsdelen Östermalm, Stockholm. Gatan är belägen mellan Valhallavägen och Karlavägen och är cirka 350 meter lång. På 1870-talet började man exploatera området norr om Humlegården och man ville här skapa en villastad efter engelskt mönster. Kvarteren fylldes ursprungligen med förnäm villabebyggelse som stod klar omkring 1890. Här skulle det även finnas små förgårdar mellan gatan och husen, men dessa markerades aldrig i stadsplanen, och därför bebyggdes den dyrbara marken snart med stora exklusiva bostadshus. 
I maj 1876 lämnade byggnadsnämnden in namnförslaget "Villagatan", som namnberedningen avstyrkte. Deras förslag var Lill Jans gata, efter Lill-Jansskogen i närheten. Stadsfullmäktige beslöt slutligen att anta byggnadsnämndens namnförslag.

## Verksamheter
Längs gatan finns Natur & Kultur, Skogsindustrihuset (nummer 1), Adelsköldska villan (2), Vitterhetsakademien i Rettigska huset (3), Sveriges läkarförbund (5), Läkartidningen i Villagatan 8, Samfundet De Nio (14), Sveriges yngre läkares förenings kansli (SYLF) (5), Indiens ambassadörs residens (13), Axel Johnson Gruppen i Villagatan 6, Wallquistska huset (19) och Tjeckiska ambassaden (21).
Tidigare låg här även Belgiska (13 A) och Sovjetiska (17) ambassaderna.

## Boende
Villagatan är även känd för sina prominenta invånare. I fastigheten Villagatan 13A & 13B, hade Ivar Kreuger sin Stockholmslägenhet på det två översta våningsplanen i 13 A, de var sammanbundna av en trappa, numera borta. Huset som ritades av arkitekt Edvard Bernhard uppfördes 1917, samma år som Ivar Kreuger grundade Svenska Tändsticks Aktiebolaget och finns fortfarande kvar. Tvärs över gatan på adress 10 bodde familjen Toll i en separat villa som dock är riven och ersatt med ett flerbostadshus. Villagatan 4 ägdes av kapten Oscar Wallenberg, och är sedan dess känt som det Wallenbergska huset
På Sovjetunionens ambassad, Villagatan 17, fanns Madame Kollontay under åren 1930-1945 som Sovjets officiella representant i Sverige.

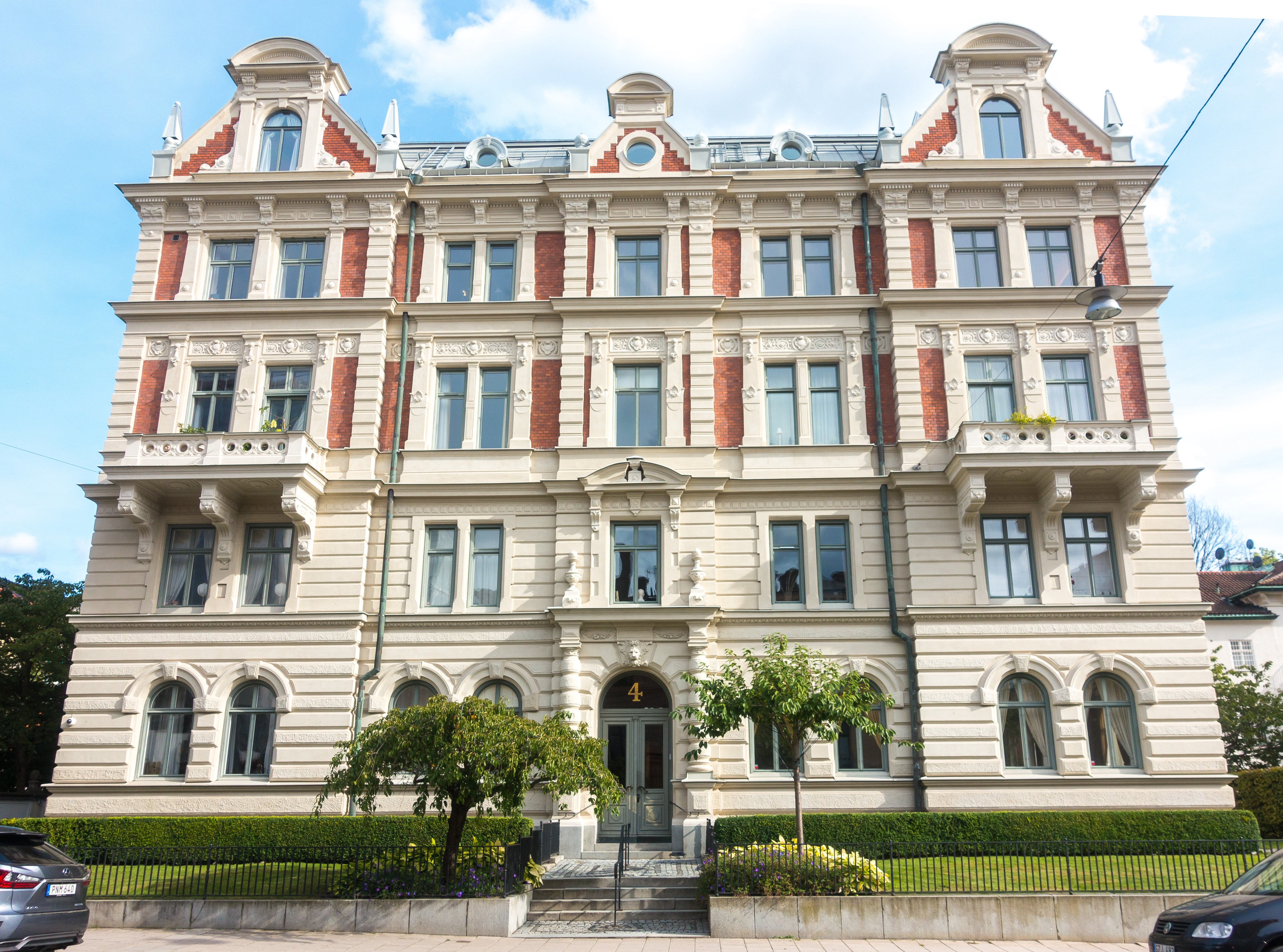
Wallenbergska huset på Villagatan 4.

### Tidigare
- Ernest Thiel (nummer 1)[4]
- Axel Wallenberg (nummer 4)[5]
- Estelle Milbourne (4)
- Ragnar Sachs och Karin Ekelund (5)
- Sigvard Bernadotte (nummer 10)
- Paul Toll (10)
- Torgny Sjöstrand (12)
- Ivar Kreuger (13A[6])
- Lennart Larsson (13B)[7]
- Jan Stenbeck (13A)[8]
- Kurt Haijby (13B)
- Gösta Bohman (13A)
- Lena Philipsson (13B)
- Berndt August Hjort (15)[9]
- Aleksandra Kollontaj (15 och 17)[10]
- Sovjetunionens ambassad före 1972 (17)[11]
- Prins Carl, hertig av Västergötland (21)
- Ingmar Bergman (22)
- Jarl Kulle (22)
- Lars-Johan Jarnheimer (22)
- Antonia Ax:son Johnson[källa behövs]
- Svante Julin (18), år 1908 - Bankir[12]

### Nuvarande (2015)
- Peggy Bruzelius (13)[8]
- Dan Walker (13)[8]
- Michael Meschke (23)
- Jeanette Bonnier (4)
- Ernst Hirsch (9)
- Ingrid Dahlberg (14)

### I fiktion
- Rikemanssonen Teddy Anker (2) i filmen Jazzgossen